# Tennisvereniging Woudrichem
Tennisvereniging Woudrichem is een in 1975 opgerichte tennisvereniging in Woudrichem in de Nederlandse provincie Noord-Brabant. De afgelopen decennia is de club gegroeid tot een middelgrote vereniging met vier verlichte kunstgrasbanen.